# Acacia nervosula
Acacia nervosula é uma espécie de leguminosa do gênero Acacia, pertencente à família Fabaceae.